# 松屋 (福岡県)
松屋（まつや）は、福岡県大牟田市にあった日本の百貨店。通称、大牟田松屋。株式会社松屋が運営していた。

## 歴史・概要

### 創業から民事再生法の適用申請まで
百貨店建設は地元商人にとって死活問題であるとして大牟田市内の資本即ち市内の商工業者を網羅した市民百貨店構想が持ち上がり、ツシロ呉服店として開業準備が進められた。
ツシロ呉服店は仕入れ・販売・宣伝などで福岡松屋と提携して商号を松屋に変更し、1937年（昭和12年）10月に開業した。
1945年（昭和20年）の大牟田空襲で内部は焼けたものの建物は無事で焼け野原に聳え立つ姿に感涙した帰郷者もいたとされている。
三池炭鉱の活況を背景に第2次世界大戦後早くから復興して、大牟田を代表する商業施設として営業していた。
観覧車や回転するロケット形の乗り物があった屋上遊園地や洋風カツ丼が名物だった6階の食堂、1959年（昭和34年）から「家路」「浜千鳥」「夕焼け小焼け」「埴生（はにゅう）の宿」「春の小川」「ヴォルガの舟歌」「菩提樹」元日午前5時55分には「一月一日」などの名曲を1日4回市内に向けて流していたヤマハ製のミュージックサイレンなどで大牟田の市民に親しまれ、1981年（昭和56年）2月期に売上高約102.34億円を上げた。
しかし、三池鉱の合理化に伴う人口減少や、福岡都市圏へのストロー現象によって徐々に売上が減少し、1992年（平成4年）2月期に売上高約91.46億円を上げたものの赤字に陥って以降、赤字が続いた。
その後も1997年（平成9年）3月の 三井三池鉱閉山や景気低迷などの影響を受けて売上の減少が進み、2001年（平成13年）2月期に売上高約66.38億円に落ち込んだ。
また、2001年（平成13年）10月にゆめタウン大牟田が開業したことにより、一段と競合が激化したため、2002年（平成14年）1月15日に約78億円の負債を抱えて福岡地方裁判所に民事再生法の適用を申請して事実上破綻した。

### 市民からの出資による再建
民事再生手続の際には大手企業の支援が望めないとして、100％減資後に 大牟田全市商店連合会長らが中心になって進めた市民株主運動に賛同した 地元経済人や市民に1株1万円で100株単位の普通株式または1株単位の優先株式を発行して約1.1億円、社員有志が4000万円を出資して1.5億円を調達し、政府系金融機関から1.5億円を借り入れることで、新規の資金を調達することとした。
また、人件費を中心とした経費削減を図る と共に、14金融機関を含む309社の債権約71.44億円の88－95%免除を受けた上で約6億円を2004年（平成16年）2月期から9年間で分割返済することとし、2003年（平成15年）2月期に前年同期比約20%減の売上高約53.6億円に落ち込む ものの、2年目から前年比で増加に転じて最終年の2012年（平成24年）2月期に売上高約59.1億円まで回復させる計画で2002年（平成14年）9月に再生計画の認可を得て再建をスタートさせた。
約1300人の市民スポンサーを対象にした優待セール や生鮮食料品を電話一本で即日配達するサービス などによる売り上げ増加を目指した ものの、主要取引先の撤退や納品控えの増加に伴う品薄感で売上が更に低迷する悪循環に陥り、現実には2003年（平成15年）2月期が売上高約43億円、2004年（平成16年）2月期が売上高約35.84億円で経常赤字約1.55億円 と計画を大幅に下回ったのみならず売上の減少が止まらなかった。
また、退職者の大半からは会社の実情に理解を得て退職金の分割払いに応じてもらったものの、納得しなかった退職者が未払い退職金の一括払いを求めた訴訟で2004年（平成16年）2月27日に福岡地方裁判所大牟田支部が「退職金は優先債権であり、民事再生法で制限されない」として、未払い分約960万円の支払いを命じる判決を出して 強制執行を受けたために、資金不足と取引先の信用失墜に拍車が掛かる結果となった。
そのため再建計画を断念、2004年（平成16年）7月2日に民事再生法に基づき福岡地方裁判所に再生手続きの廃止の申し立てを行って廃止決定を受けて同日付の閉鎖を発表し、その歴史に終止符を打った。なお、閉店時には閉店セールも顧客や社員への告知もなかった。

### 福岡松屋との関係
独特の宣伝で福岡の有力百貨店となっていた福岡松屋 との提携により、店名や社名を松屋としたのみならず、福岡松屋創業者宮村吉藏が当社の会長を務め、破綻時の社長も宮村家の宮村雄二郎が兼務していた。
また、2002年（平成14年）1月15日の民事再生法の適用申請時点で福岡松屋の35.8% を含めて経営陣で約80%の株式を保有し、福岡松屋が当社の運転資金の支援や数十億円の債務保証を行う など民事再生法適用以前は松屋グループとしての運営が行われていた。
そのため、当社の民事再生法適用申請後の2002年（平成14年）3月27日に福岡松屋は 主要資産であるマツヤレディスと隣接する専門店ビルショッパーズ専門店街 について大東建託創業者の多田勝美社長の資産管理会社ダイショウと売買契約を締結して会社を清算することになった。

### 大正町1丁目地区市街地再開発
1988年（昭和63年）に大牟田市の中心商業地の再浮揚を図るため地権者で大正町1丁目地区市街地再開発準備組合を結成して当店を含む一帯を再開発して総事業費117億円で商業ビル建設を計画。
当初は、関連会社であった福岡松屋がダイエーとコネクションがあった 関係で、ダイエーとの複合商業施設の計画 が持ち上がったが、バブル崩壊後の平成不況の影響でダイエー側が出店を断念したため、松屋を中心とした再開発計画へと移行した。
1998年（平成10年）にビルを取得･管理する会社として大牟田市も出資してタウンマネジメント大牟田（TMO）を設立し、1999年（平成11年）に正式に大正町1丁目地区市街地再開発組合を設立して、同年度と翌年度に国と福岡県と大牟田市から合計約3.2億円の補助金を受けるなど事業化に向けて動いていた。
しかし、2000年（平成12年）11月にTMOが高度化資金24億円の融資を福岡県に断られるなど公的融資を受けられなかった 上、中小企業総合事業団からも公的融資の認定を受けることができなかった。その語、2002年（平成14年）1月15日に当社が民事再生法の適用を申請したため、計画が具体化しないまま、同年9月26日の通常総会で組合の解散を決定した。
組合解散決定時までの15年間で約7億円を費消したため、約3.2億円の補助金を除いた残り約3.7億円の負債が残り、約2.17億円を貸し付けていた当社と約1.5億円を貸し付けていた協力企業の鹿島に全額債権放棄を要請した。

### 名物・洋風カツ丼
本館最上階の6階にあって有明海が見渡せたファミリー大食堂 の名物は洋風カツ丼であった。
当店の開店とほぼ同時期に回転が早いことから賄いを兼ねて誕生したメニューとされている。
楕円形の皿にごはんとスパゲティとカツがのっていて鶏のブイヨンをベースに しょうゆとウスターソースで独特の甘酸っぱい味 に仕上げられたあんかけのようなスープがかけられていて、洋風らしく箸ではなくフォークで食べるスタイルとなっていた。
現在、この洋風カツ丼の味を復刻した"おおむた洋風かつ丼"が、大牟田のご当地グルメとなっている。

### 跡地の売却
閉店直後には地元の商業者らによる買収計画が浮上したものの実現せず、2007年（平成19年）10月22日に福岡県柳川市の土木建設会社へ売却する手続きが破産管財人との間で結ばれ、その直後から解体工事が始められた。解体後、今もなお更地と、それを利用した一時的な駐車場のままである。

## 沿革
- 1911年（明治44年）10月[27] - 福岡市において、松屋モスリンを創業[18]。
- 1932年（昭和7年） - 福岡市で松屋百貨店（現・ミーナ天神）が開店。
- 1937年（昭和12年）10月10日 - 株式会社松屋運営の「松屋（大牟田松屋）」が開店。
- 1981年（昭和56年） - 売り上げが100億円を突破する（約102.34億円[4]）。
- 2002年（平成14年）
  - 1月15日 - 民事再生法の適用を申請[1]。
  - 9月 - 再生計画の認可を得て「市民百貨店」としての再建をスタート[10]。
- 2004年（平成16年）
  - 7月2日 - 民事再生手続きを廃止し、閉店[3]。
  - 8月[9] 5日 - 破産申告[9]。
- 2009年（平成21年）8月 - 旧店舗解体。

跡地は2018年現在、更地となっている。マンションの建設計画があるが工事は進捗しておらず、一時的な駐車場となっている。

## フロア構成
- 7階 - 屋上遊園地
- 6階 - 食堂
- 5階 - 催事場
- 4階 - 家庭用品
- 3階 - 洋服全般
- 2階 - 婦人服
- 1階 - 食料品・化粧品
- B階 - ギャラリー

## その他
- 福岡市中央区天神にあったファッションビル・旧マツヤレディス（現ミーナ天神）は、かつては同社の関連会社であった。
- 「ダイエーまるまつ」や「エムマート」といった子会社が大牟田市内にスーパーマーケットを展開していたが、いずれも現在は閉店している。
- 東京都の同業者・松屋、および牛丼チェーンの松屋フーズと資本的・人材的な関係は一切ない。